# Skjalm Hvide
Skjalm Hvide (født i første halvdel af 1000-tallet, død efter 1102. (De ofte angivne dødsår 1113 og 1116 er udokumenterede)). Han var en sjællandsk høvding med store jordbesiddelser omkring Sorø. Han anses for at være stamfader til den mægtige Hvide-slægt og var selv søn af Toke Trylle.
Sammen med Svend Estridsen deltog han i Slaget ved Niså i 1062, hvor han blev taget til fange af Harald Hårdråde. Han havde dog senere held til at flygte.
Omkring år 1100 rejste Skjalm Hvide efter drab på hans bror sjællænderne til hævntogt mod Rygen, som var hjemsted for venderne, der drev sørøveri. Det var måske i denne forbindelse, at han gjorde øen "skatskyldig", som det senere nævnes hos Saxo.
Han blev efter denne begivenhed af Erik 1. Ejegod gjort til foged over øen.
I en senere passage hos Saxo omtales det, at Skjalm skulle have tilvejebragt fred mellem vendere og danskere og en gang have styret venderne.
Ifølge Saxo skulle Skjalm Hvide også have været foged over Sjælland, hhv. befalingsmand over troppebuddet (betydningen af denne omtale er omdiskuteret).
Skjalm Hvide var i sine senere år nært knyttet til Erik Ejegod, hvis søn Knud Lavard fra 1102 i nogle år blev opfostret sammen med hans egne sønner Asser Rig og Ebbe Skjalmsen (Hvide). Ud over de nævnte fik han med sin hustru Signe også børnene Magga Skjalmsdatter, Cecilie Skjalmsdatter (Hvide) og Toke Skjalmsen (Hvide).
Han havde formodentlig gods i Jørlunde og Haverup Ore, da hans efterkommere ejede jord disse steder. Formentlig ejede han også gods i Fjenneslev, hvor han ifølge gravkataloget oprindeligt var begravet, men ellers er hans tilknytning til Fjenneslev ringe fastslået.
Skjalm Hvide lod Jørlunde Kirke opføre omkring år 1100, en af Sjællands ældste eksisterende kirker.
Skjalm Hvide er oprindeligt begravet i Fjenneslev, men senere flyttet til Sorø Kirke. I graven er fundet en blyplade, formentlig fra sidst i 1100-tallet med indskrift om, at Absalons bedstefar Skjalm ligger her.
Skjalm Hvide havde en bror, Aute, som ifølge den valdemarske tradition opdrog hertug Knud Lavard, efter at hans far, kong Erik 1. Ejegod, var draget på pilgrimsfærd. Saxo forbinder Skjalm Hvide med Rygen i flere passager, hvis indbyrdes sammenhænge er svære at gennemskue.

## Se  også
- Slægten Hvide
- Slægten Hvides ejendomme